# Atarnes hierax
Atarnes hierax är en fjärilsart som beskrevs av Carl Heinrich Hopffer 1874. Atarnes hierax ingår i släktet Atarnes och familjen tjockhuvuden. Inga underarter finns listade i Catalogue of Life.